# Joseph Valladolid
Joseph Valladolid (Tumbes, Provincia de Tumbes, Perú, 6 de julio de 2002) es un futbolista peruano. Juega de delantero y su equipo actual es el Unión Huaral de la Segunda División del Perú.

## Trayectoria
Fue formado en las divisiones menores de Universitario de Deportes, club que lo captó mientras jugaba en la selección de Tumbes. A inicios de 2021 fue enviado a préstamo al Juan Aurich para afrontar la Liga 2, sin embargo, no pudo debutar profesionalmente. En julio de 2022 firmó su primer contrato profesional con Universitario de Deportes.Aquel año salió en lista frente a Deportivo Binacional y logró debutar frente al Asociación Deportiva Tarma en Tarma. En marzo de 2023 fue cedido en préstamo al Unión Huaral, logró sumar 5 partidos en la temporada sin anotar ningún gol.

## Clubes
| Club                      | País | Año         |
| ------------------------- | ---- | ----------- |
| Universitario de Deportes | Perú | 2020        |
| Juan Aurich (préstamo)    | Perú | 2021        |
| Universitario de Deportes | Perú | 2022 - 2023 |
| Unión Huaral (préstamo)   | Perú | 2023 -      |

## Palmarés

### Títulos nacionales
| Título | Club                      | País | Año  |
| ------ | ------------------------- | ---- | ---- |
| Liga 1 | Universitario de Deportes | Perú | 2023 |